# 西半球安全保障協力研究所

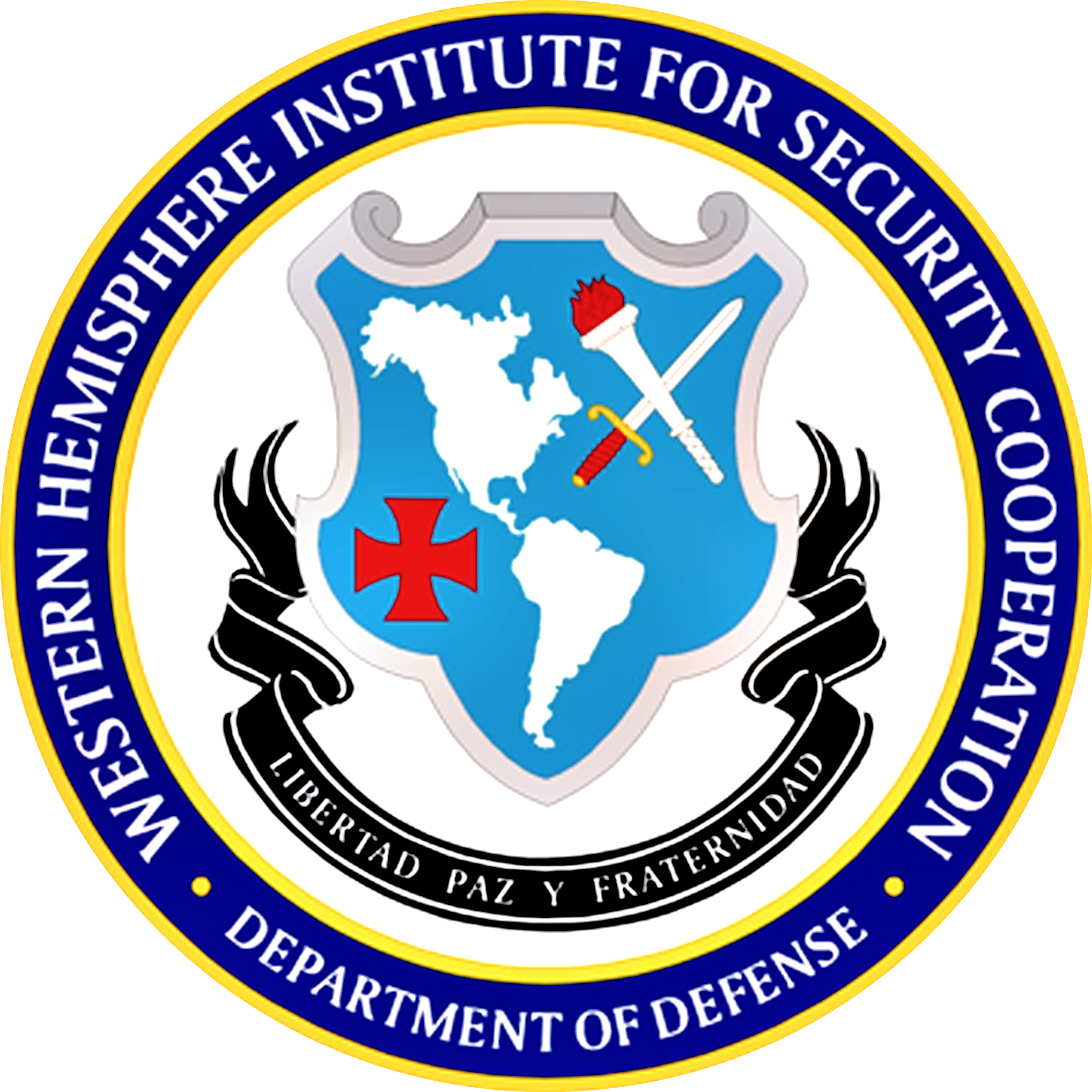
西半球安全保障研究所の紋章

西半球安全保障協力研究所（にしはんきゅうあんぜんほしょうきょうりょくけんきゅうじょ、Western Hemisphere Institute for Security Cooperation, WHISC, WHINSEC）は、アメリカ陸軍の機関。旧「アメリカ陸軍米州学校」（U.S.Army School of the Americas, SOA）。

## 概要
1946年、在パナマのアメリカ南方軍本部内にSOAとして置かれる。親米ゲリラに拷問技術・尋問法などの教育を施し、西半球すなわち中央アメリカ、南アメリカで親米軍事政権・独裁政権と、「反米」左翼政権の転覆を支援した。“修了者”たちは「反米」運動・レジスタンス運動の有力指導者の暗殺に関わったとされ、SOAも“School of Assassin”（暗殺学校）と蔑まれた。ただし、卒業後に反米路線に転じた者もいる。
2001年1月、ラテンアメリカ諸国の軍幹部に訓練を施す名目で、ジョージア州フォート・ベニングに移転、機関名も改められた。公式の目的は「民主主義的価値観、人権の尊重およびアメリカ的習慣と伝統の普及」であり、研修受講生は「人権、法の支配、デュー・プロセス・オブ・ロー、軍隊の文民統制、民主主義社会における軍隊」について8時間受講する事になっている。
なお、「研究所」と改称しただけで、その存在目的はSOA当時と全く変わっていないとされている。

## 著名な出身者
| 国             | 卒業者                                                     |
| -------------- | ---------------------------------------------------------- |
| アルゼンチン   | レオポルド・ガルティエリ、ロベルト・エドゥアルド・ビオラ   |
| ボリビア       | ウーゴ・バンセル・スアレス、ルイス・アルセ・ゴメス         |
| チリ           | ラウル・イトゥリアガ、マヌエル・コントレーラス             |
| ドミニカ共和国 | エリアス・ウェッシン・イ・ウェッシン                       |
| エクアドル     | ギジェルモ・ロドリゲス・ララ                               |
| エルサルバドル | ロベルト・ダウブイソン                                     |
| グアテマラ     | マルコ・アントニオ・ヨン・ソーサ                           |
| パナマ         | オマール・トリホス、マヌエル・ノリエガ                     |
| ペルー         | フアン・ベラスコ・アルバラード、ブラディミロ・モンテシノス |